# Venezillo walkeri
Venezillo walkeri is een pissebed uit de familie Armadillidae. De wetenschappelijke naam van de soort is voor het eerst geldig gepubliceerd in 1911 door Arthur Sperry Pearse.